# Lilli Luuk
Lilli Luuk (* 8. Juni 1976 in Paide) ist eine estnische Schriftstellerin.

## Leben und Werk
Luuk debütierte 2017 in der Literaturzeitschrift Looming und erhielt prompt den angesehenen Friedebert-Tuglas-Novellenpreis für ihre Erzählung „Das Loch“. Kaum weniger Aufsehen erregte der Umstand, dass die Autorin, die zu jenem Zeitpunkt noch keine eigene Buchveröffentlichung vorzuweisen hat, drei Jahre später denselben Preis zum zweiten Mal erhielt. Ihre Erzählungen spielen häufig in den 1980er- und 1990er-Jahren, also der Zeit des gesellschaftlichen Umbruchs in Estland, und sind Schilderungen, „die das Bild einer eher traurigen und unsicheren Existenz entwerfen.“
Lilli Luuk ist seit 2023 Mitglied des Estnischen Schriftstellerverbandes.

## Auszeichnungen
- 2018 Friedebert-Tuglas-Novellenpreis für Auk
- 2021 Friedebert-Tuglas-Novellenpreis für Kolhoosi miss

## Bibliografie
- Minu venna keha ('Der Körper meines Bruders'). s. l.: Hea Lugu 2022. 182 S.
- Kolhoosi miss ('Kolchosen-Miss'). s. l.: Saadjärve kunstikeskus 2022. 166 S.
- Jungen im Schnee. Erzählung. Aus dem Estnischen von Cornelius Hasselblatt. In: Sinn und Form 2/2024, S. 201–212, ISBN  	978-3-943297-76-8
- Ööema ('Nachtmutter'). s. l.: Saadjärve kunstikeskus 2024. 232 S.